# Film

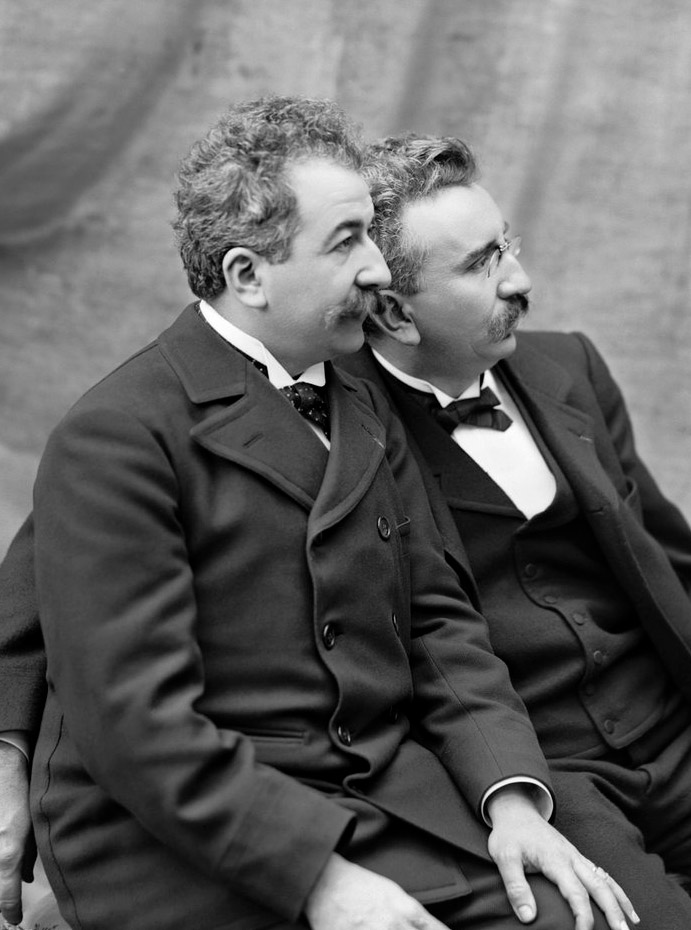
Auguste a Louis Lumièrové

Film je souhrnné označení pro kinematografii a veškeré její aspekty – umělecké, technické, komerční a společenské. Spolu s tiskem, rozhlasem a televizí a dnes už i internetem patří film mezi komunikační prostředky s největším dosahem a vlivem, společně s televizí bývá řazen mezi tzv. scénická umění. Bývá označován za desátou múzu. Filmové dílo, také zvané snímek nebo prostě „film“, je typem audiovizuálního díla.

## Historie
K vynálezu a následnému rozvoji filmu, jako technologické inovace a druhu umění, posléze významného a vlivného kulturního, společenského a hospodářského fenoménu, došlo koncem 19. století. První veřejné představení uskutečnili francouzští vynálezci kinematografického přístroje bratři Auguste a Louis Lumièrové 28. prosince 1895 v Paříži. 
Bratři Lumièrové mají v historii čestné místo vynálezců filmu, kteří jako první promítali pro sál plní lidí, ale sami v této technologii viděli spíše jen pouťovou atrakci a nepouštěli se do ambicióznějších děl než byly prosté dokumentární záběry (příjezd lokomotivy na nádraží) nebo jednoduché scénky (pokropený kropič). Jako objevitel uměleckého filmu je uznáván teprve jejich krajan Georges Méliès, který jako první začal skrze film vyprávět příběhy a používat filmové triky (Cesta na Měsíc, Cesta do neznáma, Dobytí pólu). Mezi další filmové průkopníky patří D. W. Griffith, autor prvních filmových eposů s rozsáhlým štábem a nákladnou produkcí, nebo Sergej Ejzenštejn, vynálezce filmové montáže.
V českých zemích se poprvé promítalo 15. července 1896 v Karlových Varech a již na počátku srpna 1897 natočila americká společnost vůbec první film v Čechách věnovaný pašijovým hrám v Hořicích na Šumavě, jež byly pod názvem The Horitz Passion Play uvedeny téhož roku v USA. První ryze české snímky natočil Jan Kříženecký a v roce 1898 je promítal na Výstavě architektury a inženýrství v Praze v pavilonu Český kinematograf (Svatojánská pouť v československé vesnici, Poslední výstřel, Purkyňovo náměstí na Královských Vinohradech). V témže roce realizoval hrané snímky: Dostaveníčko v mlýnici, Výstavní párkař a lepič plakátů, Smích a pláč. Před 1. světovou válkou vzniklo několik filmových společností (mj. Kinofa, Ilusion, ASUM), jež kromě Lucernafilmu, založeného a zařízeného Milošem Havlem, záhy zanikly. Z raného období jsou známy filmy: Zkažená krev (1913), Zamilovaná tchyně (1914), Pan profesor, nepřítel žen (1914), Ahasver (1915), Pražští adamité (1917) a mnoho dalších. Po vzniku Československa v roce 1918 nastal rozkvět filmové produkce. Roku 1921 byly v Praze vystavěny první stálé filmové produkce.
Postupně se film stával médiem poměrně oblíbeným, zpočátku zejména žánr grotesky, jehož nejvýznamnějším představitelem byl Charlie Chaplin. V americké vesničce Hollywood, nyní předměstí Los Angeles, byla vybudována filmová studia, která se postupně rozrostla na největší světovou „továrnu na sny“. Časem získal film (původně jen černobílý a tichý, natáčený kamerou s ruční klikou) různé technické vymoženosti, v prvé řadě motor, zajišťující rovnoměrnou rychlost natáčení i promítání. Zásadním zlomem byl ve 20. letech vynález zvukového filmu (v roce 1927 byl natočen první zvukový film prezentovaný v Berlíně – Jazzový zpěvák). V téže době se rozvíjely také techniky barevného filmu, které se do běžné praxe dostaly během 30. let, ačkoliv standardem se barevný film stal až v poválečné době.
Postupně se z filmu stal jeden z nejvýznamnějších uměleckých průmyslů 20. století, schopný generovat ohromné zisky a hluboce ovlivňovat společnost. Nejlepší filmy (popřípadě herci, režiséři, kameramani, střihači a jiné filmové profese) jsou pravidelně odměňovány cenami, z nichž nejprestižnější je cena Americké filmové akademie běžně zvaná Oscar.
Vedle filmů hraných se prosadily i filmy animované, a to jak kreslené, tak loutkové. Ve filmech se uplatňují filmové triky, které tak někdy kombinují hraný a animovaný film. V dnešní době už se ale k vytváření filmových iluzí používají zpravidla počítačové a digitální technologie.
Na přelomu 20. a 21. století se do mezinárodního povědomí dostala nová generace českých filmařů jako jsou například: Jan Svěrák, Vladimír Michálek, Jan Hřebejk, Saša Gedeon, Petr Zelenka, Alice Nellis. Zatím největší úspěch slavil v České republice i ve světě Oscarem oceněný film Kolja (1996) Jana Svěráka. Nominaci na Oscara získaly filmy: Musíme si pomáhat (2000) Jana Hřebejka a Želary (2003) Ondřeje Trojana.
K rozvoji filmu přispěla i televize, která nejen promítá filmy určené původně do kin, ale natáčí i vlastní televizní filmy. Specialitou televizní filmové tvorby jsou televizní seriály. Existují ale i série kinofilmů, někdy o mnoha dílech.

## Typy filmů
Filmy lze rozdělovat a třídit podle různých kritérií:
Podle délky (doba trvání) se filmy člení na krátkometrážní či krátké (do 30 minut), středometrážní (30 až 60 minut) a dlouhometrážní nebo tzv. celovečerní (nad 60 minut). Shora není délka filmu omezena, většina hraných filmů je ale dlouhá 1,5 až 2 hodiny a jen zcela výjimečně jsou delší než 3 hodiny. Delší filmy bývají obvykle rozděleny na díly, promítané či vysílané postupně. Od vícedílného filmu se odlišuje filmová série, což je řada navazujících, ale samostatných filmů.
Podle obsahu se filmy v prvé řadě dělí na dokumentární (zobrazující realitu) a hrané (zobrazující fikci – zjednodušeně řečeno). Někdy ale hranice mezi nimi není ostrá. Hrané filmy se pak člení na řadu žánrů, podobně jako jiná umělecká díla obsahující děj – komedie, romantický, kriminální, horor, sci-fi atd. Žánrově mohou být filmy vyhraněné (čistý žánr), nebo jich v sobě mohou kombinovat více (např. hororová sci-fi komedie).
Specifickým druhem je animovaný film, který nezabírá živé herce a reálné kulisy, ale pomocí triků vytváří iluzi pohybu kreslených postav, loutek a podobně. I do hraného filmu můžou být vloženy animované triky, běžnou se stala počítačová animace.
Podle místa uvedení se vyčleňují televizní filmy a případně videofilmy. Ostatní filmy, určené pro promítání na velkém plátně, nemají specifické označení, někdy se nepřesně označují jako „kinofilmy“. Ty mívají obecně širší formát, ale s rozvojem a prosazováním digitální natáčecí techniky se rozdíl mezi těmito formami poněkud stírá.